# Himerarctia docis
Espèce
Himerarctia docis est une espèce de lépidoptères (papillons) sud-américains de la famille des Erebidae et de la sous-famille des Arctiinae.

## Morphologie

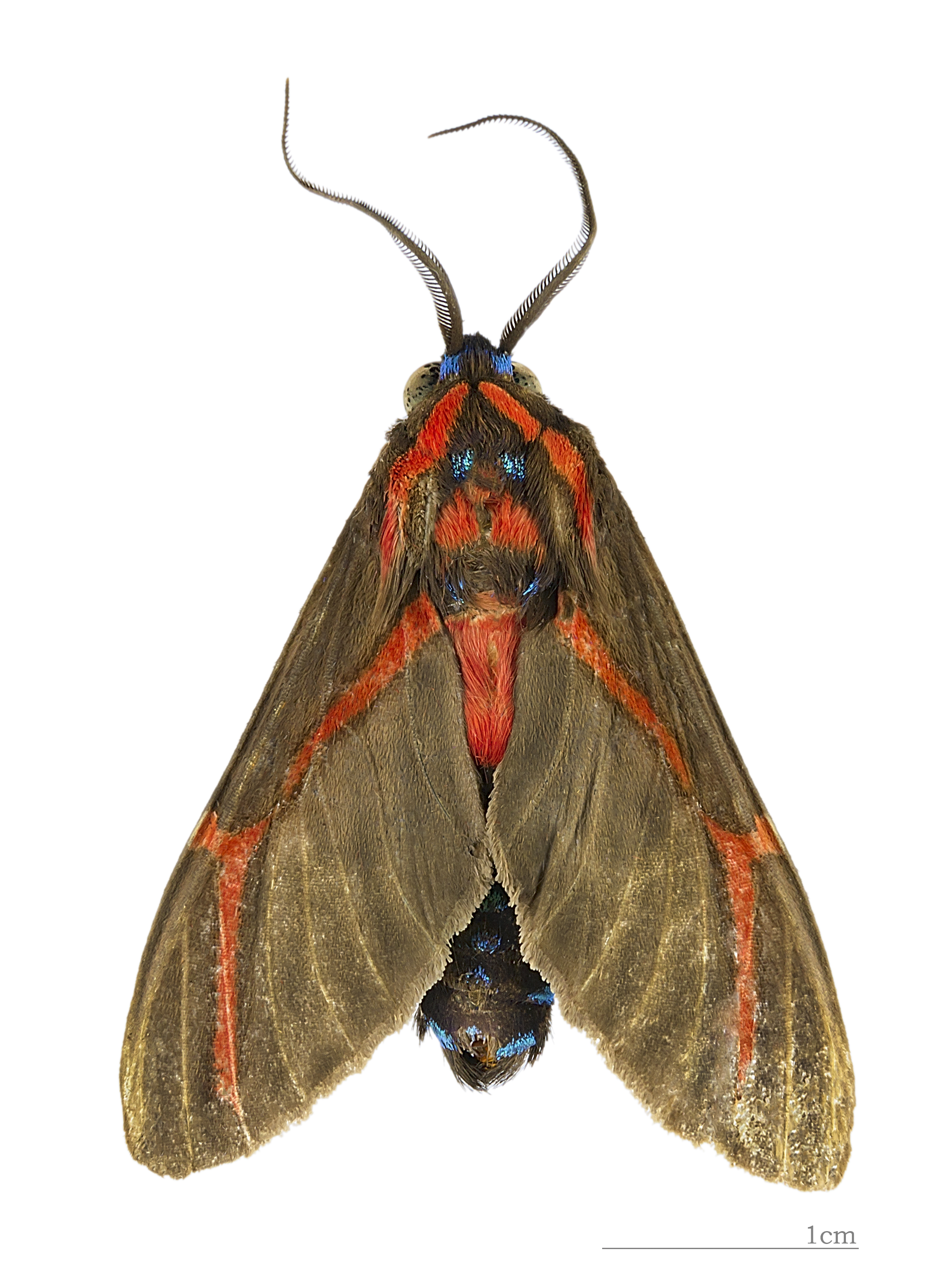
Position au repos.

## Systématique
L'espèce actuellement appelée Himerarctia docis a été décrite par l'entomologiste allemand Jakob Hübner sous le nom initial d'Automolis docis,.
La localité type est Cayenne, en Guyane.
Automolis docis est l'espèce type du genre Himerarctia Watson, 1975. 

### Synonymie
- Automolis docis Hübner, 1831 — protonyme
- Automolis basalis Walker, 1856[3]
- Automolis docis ab. tenebrata Seitz, 1921[4]